# 瓦尔登戈
瓦尔登戈（義大利語：Valdengo），是意大利比耶拉省的一个市镇。总面积7平方公里，人口2547人，人口密度363.9人/平方公里（2009年）。ISTAT代码为096071。